# 774

774(칠백칠십사)는 773보다 크고 775보다 작은 자연수다.

## 수학
- 합성수로, 그 약수는 총 12개다. (1, 2, 3, 6, 9, 18, 43, 86, 129, 258, 387, 774)
  - 774의 진약수의 합은 942이므로, 774는 과잉수다.
- {\displaystyle 774=9^{2}+12^{2}+15^{2}+18^{2}}
  - 공차가 3인 네 자연수의 제곱합으로 나타낼 수 있는 수다. 이 성질을 지닌 앞의 수는 670, 다음 수는 886이다.
  - 연속하는 네 개의 {\displaystyle 3n}({\displaystyle n}은 자연수)의 제곱합으로 나타낼 수 있는 수다. 이 성질을 지닌 앞의 수는 486, 다음 수는 1134다.
- {\displaystyle 774=1^{2}+8^{2}+15^{2}+22^{2}}
  - 공차가 7인 네 자연수의 제곱합으로 나타낼 수 있는 가장 작은 수다. 이 성질을 지닌 다음 수는 870이다.
- {\displaystyle 7^{6}-1}, {\displaystyle 79^{3}-1}은 774로 나누어떨어진다.

## 과학
- NGC 774: 양자리 방향에 있는 렌즈형은하.
- 774 아머(영어판): 소행성.

## 교통
- 현도 제774호선

## 군사
- 774 해군 항공대(영어판): 과거 존재한 영국의 해군 항공대.
- U-774(영어판, 독일어판): 제2차 세계 대전에 사용된 나치 독일의 군용 잠수함.

## 문화유산
- 대한민국의 보물 제774호: 선종영가집(언해)

## 기타
- 연도: 774년, 기원전 774년
- 무명(無名)을 뜻하는 일본어 단어 ‘나나시(名無し)’의 숫자 고로아와세.